# Шошиньи
Шошиньи́ (фр. Chauchigny) — коммуна во Франции, находится в регионе Шампань — Арденны. Департамент — Об. Входит в состав кантона Мери-сюр-Сен. Округ коммуны — Ножан-сюр-Сен.
Код INSEE коммуны — 10090.
Коммуна расположена приблизительно в 130 км к востоку от Парижа, в 70 км юго-западнее Шалон-ан-Шампани, в 17 км к северо-западу от Труа.

## Население
Население коммуны на 2008 год составляло 252 человека.
| 1962 | 1968 | 1975 | 1982 | 1990 | 1999 | 2008 |
| ---- | ---- | ---- | ---- | ---- | ---- | ---- |
| 233  | 226  | 204  | 212  | 224  | 254  | 252  |

## Экономика
В 2007 году среди 167 человек в трудоспособном возрасте (15—64 лет) 123 были экономически активными, 44 — неактивными (показатель активности — 73,7 %, в 1999 году было 71,4 %). Из 123 активных работали 113 человек (64 мужчины и 49 женщин), безработных было 10 (4 мужчины и 6 женщин). Среди 44 неактивных 12 человек были учениками или студентами, 17 — пенсионерами, 15 были неактивными по другим причинам.